# 大津市立真野北小学校
大津市立真野北小学校（おおつしりつ まのきたしょうがっこう）は、滋賀県大津市緑町にある公立小学校。

## 沿革
- 1990年（平成2年）4月1日 - 開校。

## 通学区域
- 向陽町、美空町、花園町、清風町、陽明町、清和町、緑町、真野普門町[1]。

※卒業後は基本的に大津市立真野中学校に進学する。